# Бубак, Франтишек
Фра́нтишек Бу́бак (чеш. František Bubák, также Франц Бубак; 22 июля 1866[…], Ровенско-под-Тросками — 19 сентября 1925[…], Подоли) — чешский миколог и фитопатолог.

## Биография
Франтишек Бубак родился 22 июля 1866 года (во многих источниках указан 1865 год) в чешском городе Ровенско. Учился в пражском Карловом университете, а также в Университете Галле и Берлинском университете, затем стал ассистентом Ладислава Челаковского в Пражском государственном музее естественной истории. Некоторое время преподавал в школах в Лоуни, Карлине и Забржеге.
Около 1902 года Бубак возглавил отделение фитопатологии Сельскохозяйственно-физиологической станции в Праге, с 1902 по 1919 преподавал в Королевской сельскохозяйственной академии в Таборе в звании профессора, где основал ботанический сад. В 1919 году он был приглашён на должность профессора Высшей земледельческой школе в Брно. С 1920 года Бубак — профессор Чешского технического университета.
В 1903 году Бубак путешествовал по Черногории.
Скончался в Праге 19 сентября 1925 года. Гербарий Бубака, содержащий порядка 33 800 образцов, был приобретён Бруклинским ботаническим садом (BKL).

## Некоторые научные работы
- Bubák, F. Ein Beitrag zur Pilzflora von Ungarn. — Budapest, 1907. — 42 p.
- Bubák, F. Rostpilze (Uredinales) // Die Pilze Böhmens. — Erster Teil. — Prag, 1908. — 81 p.
- Bubák, F. Brandpilze (Hemibasidii) // Die Pilze Böhmens. — Zweiter Teil. — Prag, 1916. — 234 p.

## Роды, названные в честь Ф. Бубака
- Bubakia Arthur, 1906 [= Phakopsora Dietel, 1895]